# Mesembryanthemum tortuosum
Mesembryanthemum tortuosum též známá jako kanna nebo Sceletium tortuosum je vytrvalá sukulentní bylina z čeledi kosmatcovitých. Je známá pro své antidepresivní účinky. 

## Popis
Pochází ze suchých oblastní jižní Afriky, přesněji v jihozápadní části Kapska a Namaqualandu. Většinou je zde také komerčně pěstována. 

## Využití a účinky
V jižních oblastech Afriky se rostlina konzumuje více než tisíce let. Původní obyvatelé těchto oblastí používali rostlinu pod jménem kanna k odstranění pocitu hladu, žízně a zlepšení nálady. Původním způsobem aplikace bylo žvýkání fermentovaných a usušených lodyh. Rostliny se celé rozdrtily mezi kameny, poté se nechaly usušit na slunci. Využívá se ve formě nálevu, tinktury, kouření či šňupání.
Hlavní aktivní látkou je mesembrin, který působí jako inhibitor zpětného vychytávání serotoninu ze synaptické štěrbiny, podobně jako některá léčiva používaná k léčbě deprese. Pro léčbu depresí a dalších onemocnění bylo Sceletium tortuosum patentováno pro pravděpodobné širší využití v budoucnosti ve formě antidepresiv či léků proti úzkosti. Jihoafrická firma HG&H Pharmaceuticals vyrábí standardizovaný extrakt pod jménem Zembrin, jenž není léčivým přípravkem, ale jako výrobek z byliny má fungovat proti depresím, úzkosti, stresu, zlepšovat náladu a celkovou relaxaci. 